# 羅漢齋
羅漢齋（らかんさい、羅漢斎とも表記、拼音: Luóhàn zhāi / lo han jai / lo hon jai、英語: Buddha's delight）は主に中国で作られている精進料理である。中国国内では時に、羅漢菜（簡体字: 罗汉菜; 繁体字: 羅漢菜、拼音: Luóhàn cài）と表記されることがある。
羅漢齋は伝統的に仏教僧の間で食されてきた料理であったが、現代では世界中の中華料理店におけるベジタリアンの食事の選択肢として人気のある料理となっている。羅漢齋の材料は様々な野菜であるが、時に魚や卵を用いることもある。野菜を、醤油をベースとして様々な調味料を加えたソースとともに炒めて作る。羅漢齋を特徴づける食材はアジア内部とアジア外で大きく異なる。

## 語源
羅漢齋の「羅漢」とは、阿羅漢（簡体字: 阿罗汉; 繁体字: 阿羅漢; 拼音: Ā LuóHàn）の省略形である。「齋」（簡体字: 斋; 繁体字: 齋; 拼音: zhāi）は「菜食」を意味する。
羅漢齋には通常最低でも10種類以上の野菜を用いるが、中には18～35種類の野菜を用いて作る必要がある場合もある。18種類の野菜を使用する場合、料理は羅漢全齋（簡体字：罗汉全斋、繁体字：羅漢全齋）と呼ばれる。
中国の香港とカナダのトロントでは、腐乳や豆花のような風味付きで瓶詰めされた野菜を多く用いた料理があり、これは「甜酸齋」（簡体字: 甜酸斋; 繁体字: 甜酸齋; 拼音: tián suān zhāi、字義通りには甘酸っぱい野菜料理を表す）として知られている。

## 伝統
料理名からも分かる通り、伝統的に仏教僧により親しまれてきた料理であるが、現代では世界中の中華料理店におけるベジタリアンの食事の選択肢として人気のある料理となっている。また、羅漢齋は伝統的に春節（旧正月）に中国の家庭で食されてきた料理でもあり、これは新年の最初の5日は禊として、菜食のみ行うという伝統的な仏教の習慣に根ざしている。髪菜やクワイのような普段用いることのない食材は春節の時期にのみ食することが一般的である。

## 材料
以下は羅漢齋に用いることが多い食材の一覧である。日本の正月料理と同じく、各々の野菜は吉兆を示す食材となっている。羅漢齋は家庭や作り手により作り方が異なり、以下の食材をすべて用いるわけではない。

### 主な食材

#### 使用頻度の高い食材
- クワイ（慈菇、拼音: cí gū）[2]
- キヌガサタケ（竹笙、拼音: zhúshēngもしくは竹蓀、拼音: zhúsūn）[2]
- タケノコ（繁体字：筍、簡体字：笋、拼音: sǔn）[3]
- 腐竹（腐竹、拼音: fǔ zhú）[2]
- 干し椎茸（冬菇、拼音: dōnggū）[2]
- 人参（繁体字：胡蘿蔔、簡体字：胡萝卜、拼音: hú luóboもしくは繁体字：紅蘿蔔、簡体字：红萝卜、拼音: hóng luóbo）[3]
- 春雨（粉絲、拼音: fěn sī）[3]
- ワスレグサの蕾（金針、拼音: jīnzhēn）[2]
- 髪菜（繁体字：髮菜、簡体字：发菜、拼音: fàcài）[4]
- ギンナン（銀杏、拼音: yín xìngもしくは白果、拼音: bái guǒ）[4]
- 蓮子（蓮子、拼音: liánzǐ）[5]
- 大白菜（大白菜、拼音: dà báicài）[4]
- ピーナッツ（花生、拼音: huāshēng）[2]
- スナップエンドウ（繁体字：荷蘭豆、簡体字：荷兰豆、拼音: hélándòu）[6]
- 揚げ豆腐（炸豆腐、拼音: zhá dòufǔ）[2]
- シログワイ（繁体字：荸薺、簡体字：荸荠、拼音: bíqí）[2]
- 揚げるもしくは蒸し煮にしたグルテンミート（繁体字：麵筋、簡体字：面筋、拼音: miàn jīn）[6]
- キクラゲ（木耳、拼音: mù ěr）[3]

#### 使用頻度の低い食材
- 豆苗（豆芽、拼音: dòu yá、芽菜、拼音: yá càiもしくは銀芽、拼音: yín yá）[6]
- ワラビ（蕨菜、拼音: jué cài）
- 白菜（白菜、拼音: báicài）
- カリフラワー（菜花、拼音: cài huā）
- キンサイ（芹菜、拼音: qín cài）[7]
- その他のキクラゲ（アラゲキクラゲ（繁体字：雲耳、簡体字：云耳、拼音: yún ěr）、キカイガラタケ（楡耳、拼音: yú ěr）[1]、アカキクラゲ（桂花耳、拼音: guíhuā ěr）[1]、シロキクラゲ（銀耳、拼音: yín ěr）[8]、キキクラゲ （黄耳、拼音: huáng ěr）[1]を含む）
- 赤ナツメ（繁体字：紅棗、簡体字：红枣、拼音: hóng zǎo）[5]
- 蓮根（藕、拼音: ǒu）[9]
- その他のキノコ（フクロタケ（草菇、拼音: cǎo gū）[9]、ヒラタケ（平菇、拼音: píng gū）、キシメジ（口蘑、拼音: kǒu mó）を含む）
- 乾燥カキ（蠔豉、拼音: háo shì）[2]
- ジャガイモ（馬鈴薯、拼音: mălíng shǔ）
- ウズラの卵（鵪鶉蛋、拼音: ān chún dàn）
- エビ（繁体字：蝦、簡体字：虾、拼音: xiā）
- コンブ[9]
- ヤグルマギクの蕾[9]
- ベビーコーン[8]

### 調味料
- 黄酒（黄酒、拼音: huáng jiǔ）[10]
- 大蒜（大蒜、拼音: dà suàn）[9]
- ショウガ（繁体字：薑、簡体字： 姜、拼音: jiāng）[9]
- グルタミン酸ナトリウム（味精、拼音: wèijīng）[3]
- 油（通常はピーナッツ油（花生油）もしくはごま油（芝麻油）を用いる）
- オイスターソース（繁体字：蠔油、簡体字：蚝油、拼音: háo yóu）[4]
- 腐乳（豆腐乳、拼音: dòufu rǔ、赤と白の両方を用いる）[3]
- 塩（繁体字：鹽、簡体字：盐、拼音: yán）[11]
- 醤油（老抽、拼音: lǎochōu）[3]
- スターチ（繁体字：澱粉、簡体字：淀粉、拼音: diànfěn）
- 砂糖（糖、拼音: táng）[3]